# Унароково
Унаро́ково — село в Мостовском районе Краснодарского края. Административный центр Унароковского сельского поселения.

## География
Селение расположено в северной части Мостовского района, на левом берегу реке Чехрак, находится в 47 км к северо-западу от районного центра — посёлка Мостовской и в 170 км к юго-востоку от Краснодара.

## История
Первоначально на месте современного села находилось адыгское поселение Унарокъохьабль (адыг. Унэрокъохьа́бл — «селение Унароко»), население которого в 1889 году переселилось  в Турцию. 
Современное село основано в 1894 году, когда началось заселение заброшенного села выходцами из центральных губерний Российской империи.

## Население
| 2002 | 2010  |
| ---- | ----- |
| 2180 | ↘2011 |

## Улицы
| - ул. Восточная, - ул. Горького, - ул. Дзержинского, - ул. Западная, - ул. Калинина, - ул. Кирова, - ул. Комсомольская, - ул. Кравченко, | - ул. Ленина, - ул. Метелева, - ул. Молодёжная, - ул. Октябрьская, - ул. Партизанская, - ул. Пионерская, - ул. Пролетарская, - ул. Р. Люксембург, | - ул. Свободная, - ул. Северная, - ул. Советская, - ул. Чехрачная, - ул. Чкалова, - ул. Школьная, - ул. Южная. |

## Известные уроженцы
- Кравченко, Фёдор Иосифович (1912—1988) — советский военный разведчик, майор, Герой Советского Союза.